# Zawaliskowy Korytarz
Zawaliskowy Korytarz (D-5) – jaskinia w Dolinie Miętusiej w Tatrach Zachodnich. Wejście do niej znajduje się w Twardej Ścianie, w pobliżu Dziurawych Turniczek, na wysokości 1602 metrów n.p.m. Długość jaskini wynosi 15 metrów, a jej deniwelacja 2,5 metra.

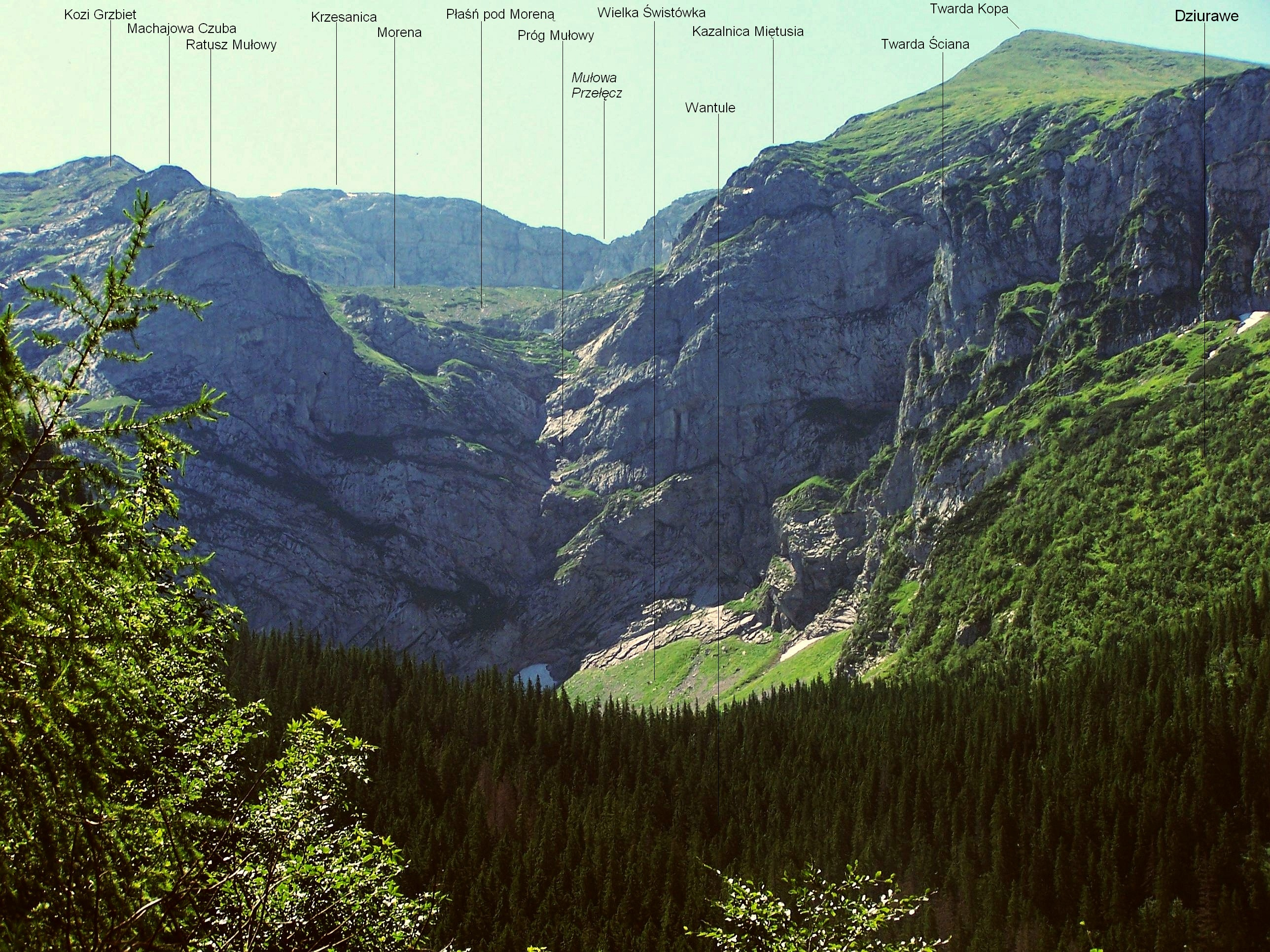
Po prawej Twarda Ściana

## Opis jaskini
Jaskinię stanowi korytarzyk zaczynający się w nyży przy otworze wejściowym, a kończący zawaliskiem. W początkowej części korytarzyka odchodzi w górę ciasny kominek, natomiast w dalszej części znajduje się trudny zacisk.

## Przyroda
W jaskini brak jest nacieków. Ściany są suche, rosną na nich mchy.
Dno korytarzyka zasłane jest głazami. Stąd wzięła się nazwa jaskini.

## Historia odkryć
Jaskinia była prawdopodobnie znana od dawna. Pierwszy jej opis sporządził M. Rutkowski w 1971 roku.